# Sečuánská pánev
Sečuánská nebo S’-čchuanská pánev (čínsky 四川盆地, pinyin Sìchuān Péndì, český přepis S’-čchuan pchen-ti), známá též jako Rudá pánev, je velká kotlina ve střední Číně, převážně v provincii S’-čchuan. Díky relativně plochému terénu s úrodnou půdou je hustě osídlená, počet obyvatel přesahuje 100 miliónů na ploše kolem 100 000 km². Sečuánská pánev je významnou jednotkou nejen z hlediska fyzického zeměpisu, jde také o jedinečnou kulturní oblast, která má své vlastní zvyky, kuchyni a nářečí. Oblast je hospodářsky významná zejména produkcí rýže a těžbou zemního plynu. Největšími městy jsou Čcheng-tu na severozápadním okraji pánve a Čchung-čching na jihovýchodním.
Sečuánská pánev je lemovaná horami ze všech stran, mj. Čchiung-lai-šan na západě, Lung-men-šan na severozápadě a Ta-pa-šan na severovýchodě. Dlouhá řeka (Čchang-ťiang), která pánev odvodňuje, odtéká oblastí Tří soutěsek skrz Wu-šan do východočínských nížin. Dno pánve se skládá z aluviálních rovin a nízkých kopců v nadmořské výšce převážně mezi 300 a 600 m. Dlouhá řeka protéká jižní částí pánve a přibírá zde několik významných přítoků. Západní částí pánve prochází seizmicky aktivní Lungmenšanský zlom, který způsobil katastrofální zemětřesení v roce 2008. Zlom odděluje Čínskou tabuli od Tibetské plošiny.
Podnebí je vlhké, často je zataženo. Zimy jsou chladné až mírné s občasným mrazem, léta jsou horká a velmi vlhká. Intenzita slunečního svitu se výrazně liší místo od místa.
Rovina na dně pánve je pokryta kulturní krajinou, převažuje zemědělská půda a města. Původní stálezelené lesy byly zredukovány na drobné oddělené plochy na svazích kopců a několika posvátných hor jako E-mej-šan. Různorodé přírodní biotopy se zachovaly v horách, které pánev obklopují.